# Herrarnas sprint vid världsmästerskapen i skidskytte 2012
Herrarnas sprint vid Skidskytte-VM 2012 avgjordes lördagen den 3 mars 2012 med start klockan 12:30 (CET) på Chiemgau-Arena i Ruhpolding, Tyskland. 
Detta var herrarnas första individuella tävling på världsmästerskapen. Distansen var 10 km och det var som vanligt två skjutningar; liggande och stående. Man bestraffades med en straffrunda för varje missat skott. Straffrundan var ungefär 150 meter och tog vanligtvis ca 22-25 sekunder att åka.
Guldmedaljör blev Martin Fourcade, Frankrike före Emil Hegle Svendsen, Norge och Carl Johan Bergman, Sverige.

## Tidigare världsmästare i sprint
| År   | Ort             | Mästare              |
| ---- | --------------- | -------------------- |
| 2007 | Antholz         | Ole-Einar Bjørndalen |
| 2008 | Östersund       | Maksim Tjudov        |
| 2009 | Pyeongchang     | Ole-Einar Bjørndalen |
| 2010 | Chanty-Mansijsk | Tävlades inte i      |
| 2011 | Chanty-Mansijsk | Arnd Peiffer         |

## Resultat
| Placering | Namn                | Land      | Tid     | Straffrundor (L+S) |
| --------- | ------------------- | --------- | ------- | ------------------ |
| 1         | Martin Fourcade     | Frankrike | 24.18,6 | 2 (1+1)            |
| 2         | Emil Hegle Svendsen | Norge     | +15,1   | 2 (1+1)            |
| 3         | Carl Johan Bergman  | Sverige   | +17,7   | 0 (0+0)            |
| 4         | Daniel Mesotitsch   | Österrike | +27,1   | 0 (0+0)            |
| 5         | Simon Fourcade      | Frankrike | +35,4   | 2 (2+0)            |
| 6         | Fredrik Lindström   | Sverige   | +35,6   | 1 (0+1)            |
| 7         | Björn Ferry         | Sverige   | +41,9   | 0 (0+0)            |
| 8         | Markus Windisch     | Italien   | +45,9   | 0 (0+0)            |
| 9         | Alexis Bœuf         | Frankrike | +58,6   | 2 (1+1)            |
| 10        | Tim Burke           | USA       | +58,8   | 1 (0+1)            |